# John Vernon McGee
John Vernon McGee (* 17. Juni 1904¨in Hillsboro, Texas, USA; † 1. Dezember 1988) war ein US-amerikanischer evangelikaler Theologe und presbyterianischer Geistlicher. Er hatte die Idee zu dem Projekt Thru the Bible (deutsch Durch die Bibel), einem Bibelstudien-Radioprogramm, das seit 1967 weltweit Zuhörer in einer Vers-zu-Vers-Besprechung durch alle 66 Bücher der Bibel führt.

## Leben
McGee wuchs als Sohn armer Eltern in Texas auf. Sein Vater starb, als er 14 Jahre alt war, und seine Mutter zog mit seiner Schwester und ihm nach Nashville in Tennessee. Er entschloss sich schon früh, Geistlicher zu werden, und dank finanzieller Unterstützung von Mentoren gelang dies auch. Er studierte an der Southwestern University in Memphis, Tennessee, am Columbia Theological Seminary in Decatur, Georgia, und am Dallas Theological Seminary in Texas. Er wurde in der Southern Presbyterian Church ordiniert. Nach seinen Tätigkeiten in den presbyterianischen Kirchen in Decatur, Nashville und Cleburne wurde er Pastor in der Lincoln Avenue Presbyterian Church in Pasadena und 1949 der Church of the Open Door in Los Angeles. Die letzte Stelle bekleidete er bis zu seinem Ruhestand im Jahr 1970.
McGee predigte bereits ab 1941 in der wöchentlichen Radiosendung The Open Bible Hour, die dann ab 1949 täglich unter dem Namen High Noon Bible Class ausgestrahlt wurde.
1967 begann McGee mit dem Thru the Bible Radio Network Programm, das die Radiohörer mit 30-minütigen Sendungen zunächst in 2½, später dann in 5 Jahren durch den gesamten Text und damit alle biblischen Erzählungen der 66 Bücher der Bibel führte, was McGee selbst als „Bible bus trip“ (deutsch „Busreise durch die Bibel“) bezeichnete. Er wollte damit Menschen auf der ganzen Erde zu einem grundlegenden Verständnis der Aussagen der Heiligen Schrift verhelfen. Die Sendereihe mit dem Wahlspruch „The whole Word for the whole World“ (deutsch „Das ganze Wort (Gottes) für die ganze Welt“) wird inzwischen allein in den USA und Kanada von über 800 Radiostationen täglich ausgestrahlt. Seit dem Tod von McGee im Jahre 1988 wird das Programm von dem von ihm gegründeten Thru the Bible Radio Network mit Sitz in Pasadena (Kalifornien) weitergeführt, das sich allein aus freiwilligen Spenden der Zuhörerschaft finanziert. Weltweit wurden im Jahr 2022 Radioprogramme und Internetseiten in 230 Sprachen und Dialekten unter dem Namen der Organisation TWR 360 angeboten, die von Millionen Menschen in über 160 Ländern gehört werden und die sich auch auf McGee beruft.
McGee galt als gefragter Redner in Kreisen des amerikanischen christlichen Fundamentalismus.

## Familie und Privates
In Cleburne, Texas, lernte McGee Ruth Inez Jordan kennen, die er zwei Jahre später heiratete. Er erkrankte 1965 an Krebs, die Ärzte gaben ihm noch ein halbes Jahr zu leben, doch er bekam nochmals 23 Jahre Lebenszeit bis zu seinem Tod geschenkt.

## Schriften (Auswahl)
- Thru the Bible: Genesis Through Deuteronomy, Chapter 1-15, Thomas Nelson, 1983, ISBN 978-0-8407-4973-4 (Band 1 von 60 Bänden).
- Proverbs, Thru the Bible Commentary, Band 20.
- Matthew through Romans, Thomas Nelson 1994, ISBN 978-0-7852-0220-2.
- Revelation I.
- Thru the Bible Commentary: Revelation Chapters 14-22.